# Ryska superligan i damhandboll
Ryska superligan i damhandboll är högsta damserien i handboll i Ryssland, och har spelats sedan 1993 efter Sovjetunionens sönderfall. GK Dynamo Volgograd, tidigare känd som Rotor och Akva Volvograd, är mästerskapets mest framgångsrika klubb med 12 titlar. Det har också rekordet för på varandra följande segrar, med sex titlar i rad.
För närvarande deltar tolv klubbar i tävlingen, där de åtta bästa spelar i mästerskapets slutspel. 
Ryska mästerskapets ledande lag har varit framgångsrika i EHF:s tävlingar. Zvezda Zvenigorod vann Champions League och EHF Cup, medan Dynamo Volgograd, Istochnik Rostov och Lada Togliatti har vunnit antingen EHF Cup eller Cup vinnar cupen. Kuban Krasnodar, Luch Moskva (före detta Trud) och Rostselmasj vann också internationella tävlingar tillbaka i sovjettiden.

## Klubbar i ligan 2019-2020
- GK Lada
- Zvezda Zvenigorod
- GK Rostov-Don
- CSKA Moskva
- GK Dynamo Volgograd
- GK Astrakhanotjka
- GK Kuban Krasnodar
- Stavropol-SKFU
- AGU Adyif Majkop
- Luch Moskva
- Universitet Izjevsk
- GK Ufa-Alisa

## Lista över vinnare olika säsonger
| Säsong                                                                      | Guld                        | Silver                      | Brons                       |
| --------------------------------------------------------------------------- | --------------------------- | --------------------------- | --------------------------- |
| 1992–93                                                                     | Rotor Volgograd (1)         | Rostselmasj (1)             | Rossijanka Volgograd (1)    |
| 1993–94                                                                     | Rostselmasj(1)              | Rossijanka Volgograd (1)    | Istochnik Rostov-on-Don (1) |
| 1994–95                                                                     | Rotor Volgograd (2)         | Rostselmasj (2)             | Istochnik Rostov-on-Don (2) |
| 1995–96                                                                     | Rotor Volgograd (3)         | Istochnik Rostov-on-Don (1) | Rostselmasj (1)             |
| 1996–97                                                                     | Istochnik Rostov-on-Don (1) | GK Kuban Krasnodar (1)      | Rostselmasj (2)             |
| 1997–98                                                                     | Istochnik Rostov-on-Don (2) | GK Kuban Krasnodar (2)      | Akva Volgograd (1)          |
| 1998–99                                                                     | Akva Volgograd (4)          | GK Kuban Krasnodar (3)      | AGU-Adyif Maykop (1)        |
| 1999–00                                                                     | Akva Volgograd (5)          | GK Kuban Krasnodar (4)      | AGU-Adyif Maykop (2)        |
| 2000–01                                                                     | Akva Volgograd (6)          | GK Lada (1)                 | Rostselmasj (3)             |
| 2001–02                                                                     | GK Lada (1)                 | Akva Volgograd (1)          | Rostselmasj (4)             |
| 2002–03                                                                     | GK Lada (2)                 | Akva Volgograd (2)          | GK Rostov-Don (5)           |
| 2003–04                                                                     | GK Lada (3)                 | Dynamo-Akva Volgograd (3)   | GK Rostov-Don (6)           |
| 2004–05                                                                     | GK Lada (4)                 | Dynamo Volgograd (4)        | GK Rostov-Don (7)           |
| 2005–06                                                                     | GK Lada (5)                 | GK Dynamo Volgograd (5)     | Zvezda Zvenigorod (1)       |
| 2006–07                                                                     | Zvezda Zvenigorod (1)       | GK Lada (2)                 | GK Dynamo Volgograd (2)     |
| 2007–08                                                                     | GK Lada (6)                 | Zvezda Zvenigorod (1)       | GK Dynamo Volgograd (3)     |
| 2008–09                                                                     | GK Dynamo Volgograd (7)     | Zvezda Zvenigorod (2)       | GK Lada (1)                 |
| 2009–10                                                                     | GK Dynamo Volgograd (8)     | Zvezda Zvenigorod (3)       | GK Rostov-Don (8)           |
| 2010–11                                                                     | GK Dynamo Volgograd (9)     | GK Rostov-Don (3)           | GK Lada (2)                 |
| 2011–12                                                                     | GK Dynamo Volgograd (10)    | GK Rostov-Don (4)           | GK Lada (3)                 |
| 2012–13                                                                     | GK Dynamo Volgograd (11)    | GK Rostov-Don (5)           | Zvezda Zvenigorod (2)       |
| 2013–14                                                                     | GK Dynamo Volgograd (12)    | GK Lada (3)                 | GK Rostov-Don (9)           |
| 2014–15                                                                     | GK Rostov-Don (2)           | GK Lada (4)                 | GK Astrakhanochtka (1)      |
| 2015–16                                                                     | GK Astrakhanotjka (1)       | GK Rostov-Don (6)           | GK Lada (4)                 |
| 2016–17                                                                     | GK Rostov-Don (3)           | GK Lada (5)                 | GK Kuban Krasnodar (1)      |
| 2017–18                                                                     | GK Rostov-Don (4)           | GK Lada (6)                 | GK Astrakhanochtka (2)      |
| 2018–19                                                                     | GK Rostov-Don (5)           | GK Lada (7)                 | GK Kuban Krasnodar (2)      |
| 2019–20                                                                     | GK Rostov-Don (6)           | GK Lada (8)                 | CSKA Moskva(1)              |
| 2020-2021                                                                   | CSKA Moskva (1)             | GK Rostov-Don (7)           | GK Lada (5)                 |
| Rotor Volgograd bytte namn till Akva Volvograd som blev GK Dynamo Volvograd |                             |                             |                             |
| Rostselmash bytte 2002 namn till GK Rostv-Don                               |                             |                             |                             |